# Fietsallee langs de Noordervaart
De Fietsallee langs de Noordervaart of am Nordkanal is een fietsroute in Nederland en Duitsland tussen Nederweert en Neuss, een route van ongeveer 107 kilometer. Het fietspad volgt de geplande route van het Grand Canal du Nord.
In Nederland volgt de route de knooppunten van het fietsroutenetwerk, hoewel de route ook een eigen bewegwijzering kent. Het Duitse deel is onderdeel van de EuroVelo EV4 Midden-Europaroute.
Langs de fietsroute tonen oranje-wit gestreepte markeringsstangen, die op meetstangen lijken, het geplande pad van het kanaal door het landschap.

## Traject
Het fietspad voert door de Nederlandse provincie Limburg en start in Nederweert bij de sluis Hulsen. Hier komen de Zuid-Willemsvaart en Kanaal Wessem-Nederweert eveneens uit. Door via de fietsknooppunten Kanaal Wessem-Nederweert naar Wessem te volgen kan bij de Maas worden aangesloten op de LF Maasroute. In Nederweert kan ook worden aangesloten op de LF Ronde van Nederland welke hier via het fietsroutenetwerk een verbinding maakt tussen de LF Maasroute bij Heel en de LF13 Schelde-Rheinroute bij Eindhoven.
De route volgt de loop van de Noordervaart, het deel van het Grand Canal du Nord dat samen met een deel van de Zuid-Willemsvaart wel gegraven is.
Het idee van een Schelde-Maas-Rijnverbinding dateert al uit de tijd van de Spaanse Nederlanden en in 1806 worden de plannen concreet. Onder andere de Noordervaart is nog een restant.
De route volgt de loop van de Noordervaart en komt langs natuurgebied Groote Moost. Bij Beringe stopt de Noordervaart.
Net voor Koningslust gaat de route langs natuurgebied Vlakbroek. Bij Blerick komen de EuroVelo EV4 Midden-Europaroute en de LF13 Schelde-Rheinroute bij de route. Deze eindigt bij de Duitse grens.
Net na Venlo verlaat de route Nederland en passeert de grens met Duitsland en komt in de deelstaat Noordrijn-Westfalen. Direct na de grens kan worden aangesloten op de Duitse fietsroute 12. Het laatste deel van de route volgt deze het Nordkanal, eveneens een restant van het plan voor het Grand Canal du Nord.
In eindpunt Neuss eindigt de route aan de Rijn waar kan worden aangesloten op de EuroVelo EV15 Rijnroute en de D8 - Rijnfietsroute.

## Aansluitingen met Europese routes
- De route maakt tussen Blerick en Neuss onderdeel uit van de EuroVelo EV4 Midden-Europaroute.
- In Venlo kruist de route de EuroVelo EV19 Maasroute.
- In Neuss kan worden aangesloten op de EuroVelo EV15 Rijnroute.

## Aansluitingen met andere routes
- Op elk willekeurig punt kan gebruik worden gemaakt van het fietsroutenetwerk ter plaatse.
- Tussen Blerick en de Duitse grens loopt de route parallel met de LF13 Schelde-Rheinroute.
- In Venlo kruist de route de LF Maasroute.
- In Venlo kan de Hanzeroute opgepakt worden.
- Bij de grens met Duitsland kan de Duitse fietsroute 12 opgepakt worden richting Duisburg.
- In Neuss kan worden aangesloten op de D8 - Rijnfietsroute.